# 欣布里格山
46°56′22.7″N 8°6′50.2″E / 46.939639°N 8.113944°E

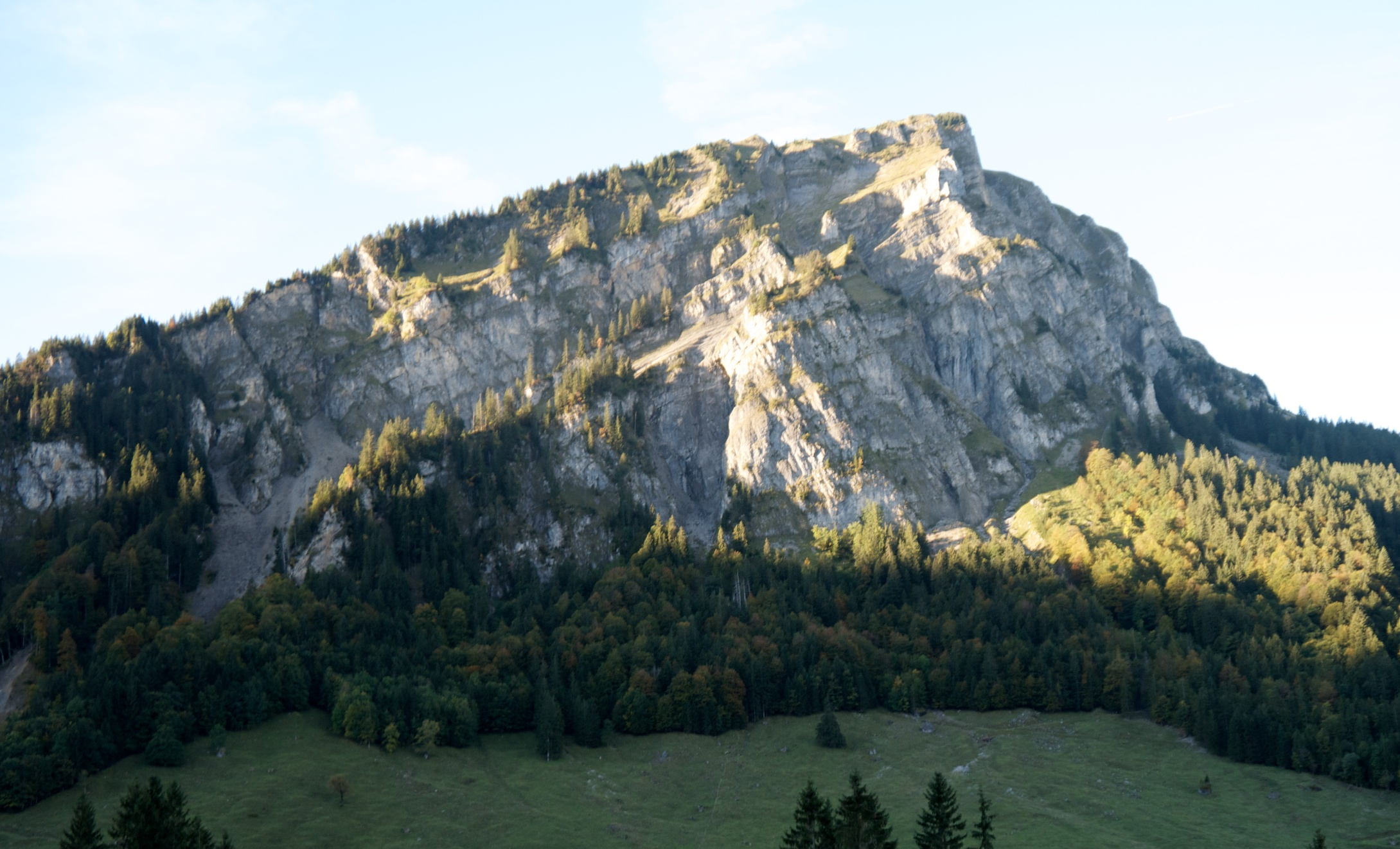

欣布里格山（Schimbrig），是瑞士的山峰，位於該國中部，由盧塞恩州負責管轄，屬於埃默河谷山的一部分，海拔高度1,815米，每年平均降雨量2,465毫米。